# 17602 Dr. G.
17602 Dr. G. este un asteroid din centura principală, descoperit pe 19 septembrie 1995, de Timothy Spahr.